# Choi Seung-hee
Choi Seung-hee (Hangul: 최승희; Seúl, Corea, 24 de noviembre de 1911-Corea del Norte, 8 de agosto de 1969) fue una bailarina y actriz surcoreana. Choi interpretaba las danzas hallyang y bodhisattva, ambas creaciones propias, que incorporaban elementos de la danza tradicional coreana. Establecida en Tokio, Japón, Choi era conocida bajo el nombre de Sai Shōki, de acuerdo a la forma tradicional japonesa de leer el kanji coreano.

## Biografía

### Formación
Choi Seung-hee nació el 24 de noviembre de 1911 en Seúl, Corea, (actual Corea del Sur), en el seno de una familia de clase yangban. Su nacimiento se dio un año después de la ocupación japonesa en Corea. En 1926, a la edad catorce años de edad, Choi vio una actuación de danza del artista japonés Baku Ishii y quedaría impresionada con este. Después de graduarse de la escuela secundaria Sookmyung High School a la edad de quince años y, en contra de los deseos de su padres, Choi viajó a Japón para estudiar danza bajo la tutela de Ishii. 
En Japón, Choi pasaría a ser conocida como Sai Shōki. Sin embargo, a pesar del Sōshi-kaimei, una política que establecía el cambio de nombres coreanos a japoneses, Choi decidió conservar su apellido coreano. "Sai" es la pronunciación japonesa del carácter chino para Choi y no era considerado japonés.

### Carrera
Después de regresar a Corea como una de las estudiantes más distinguidas de Ishii, Choi desarrolló dos danzas propias, las denominadas hallyang y bodhisattva, inspiradas en las danzas tradicionales coreanas, que la llevaron al centro de atención nacional. A lo largo de su carrera recibió el apoyo de numerosos intelectuales japoneses, incluido el destacado escritor Yasunari Kawabata, y mantuvo correspondencia con otras figuras importantes de la época como Jean Cocteau, Pablo Picasso, Ernest Hemingway y el actor Robert Taylor. También fue vocalista e hizo grabaciones en Taepyeong Records y Kirin Records (en Manchukuo). En 1936, Choi lanzó un álbum titulado Garden of Italy, que fue producido por Columbia Records Japan.
En 1937, al comienzo de la segunda guerra sino-japonesa, Choi fue enviada por el Ejército Imperial Japonés a recorrer las líneas de frente con fines de propaganda y para levantar la moral de las tropas. En su tour, realizó más de 500 conciertos e incluso llegó a actuar en Estados Unidos. En el país americano, Choi fue criticada por el uso japonés en su nombre coreano y se le acusó de ser una colaboradora japonesa del movimiento de independencia de Corea, pero el gobierno japonés aseguró que Choi estaba trabajando como independentista para Corea.
Alrededor de un año después del final del gobierno colonial de Japón, provocado por la finalización de la guerra, Choi se trasladó de Seúl a Corea del Norte con su marido, An Mak, un crítico literario marxista y partidario activo del Partido del Trabajo de Corea. Con el apoyo del entonces primer ministro Kim Il-sung, Choi abrió una escuela de danza y se le dio un puesto oficial dentro de la administración de país como viceministra de Asuntos Culturales, pero se le sería depurado en 1958. En 1951, le fue encomendado visitar Pekín para realizar una presentación ante el primer ministro chino, Zhou Enlai. 
Choi entrenó estudiantes en China desde 1951 hasta algún momento anterior a 1967, cuando las reformas partidarias dieron como resultado la desaparición de Choi y su marido de la vista pública. En noviembre de ese año, el periódico Asahi Shimbun informó que Choi y los miembros de su familia habían sido detenidos por las autoridades norcoreanas. El 9 de febrero de 2003, se hizo un anuncio oficial de que Choi había muerto en 1969, y se construyó un monumento en su honor. Los hechos que rodean su desaparición y posterior muerte siguen siendo inconclusos hasta la fecha actual.